# 市川力
市川 力（いちかわ ちから、1963年 - ）は、日本の教育家。特定非営利活動法人東京コミュニティスクール初代校長。

## 概要
- 1988年3月、学習院大学大学院人文科学研究科心理学専攻博士前期課程修了。
- 1990年、アメリカ合衆国イリノイ州シカゴ郊外に赴任。1996年、コネチカット州グリニッチに在米邦人の子女を対象とした学習塾「進学舎VERITAS」を設立し、運営。日本語学習指導を行う。
- 2003年春帰国。2004年8月、フリースクール「東京コミュニティスクール」の初代校長に就任[1]。
- NHK教育テレビ「えいごリアン3」番組企画委員。
- 2006年5月16日NHK『クローズアップ現代』「動き出した小学校英語」に出演した。

## 「教育学博士」の肩書
市川の過去の著書の経歴欄には「教育学博士」「米国ハミルトン大学より博士号授与」と記されているものがあるが、これは市川が2003年、アメリカ合衆国ハミルトン大学の教育学博士号を取得したものである。市川は2006年12月、産経新聞の取材に応じ、「審査料として約80万円を払い、アメリカで学習塾を運営した経験を単位化、数10ページの論文を提出した」「ディプロマ・ミルとは知らなかった。経験で学位が取れるならと思った」と語り、以後「教育学博士」の肩書は使用していない。なお産経新聞によると、ハミルトン大学は現在活動を停止しているとのことである（2006年12月30日付 産経ウェブニュースより）。

## 著書
- 『英語を子どもに教えるな』（中公新書ラクレ）
- 『教えない英語教育』（中公新書ラクレ）
- 『探究する力』（知の探究社）

## 共著書
- 『日本の英語教育に必要なこと』（慶應義塾大学出版会）
- 池上彰（編）『先生！』（岩波新書）